# Джавид, Эртогрул
Эртогрул Джавид (азерб. Ərtoğrul Cavid, настоящая фамилия Расизаде; 22 октября 1919, Баку — 14 ноября 1943, Нахичевань) — азербайджанский композитор, поэт, фольклорист. Сын поэта Гусейна Джавида.

## Жизнь и творчество

Эртогрул Джавид с семьей. Слева направо: мать Мушкиназ, сам Эртогрул, отец Гусейн Джавид и сестра Туран

Эртогрул Джавид оглы Расизаде родился 22 октября 1919 года в Баку. Окончив в 1940 году Азербайджанский государственный педагогический университет (ныне — Университет имени Туси), поступил в 1941 году в Бакинскую консерваторию (ныне — Бакинская музыкальная академия имени Узеира Гаджибекова) на композиторский факультет. «Основы азербайджанской народной музыки» Эртогрулу преподавал ректор консерватории Узеир Гаджибеков. Первые композиторские успехи Эртогрула Джавида появились именно под руководством Гаджибекова.
Помимо этого Эртогрул Джавид работал в отделе по исследованию азербайджанской народной музыки под началом Бюльбюля. Вместе с Бюльбюлем он участвовал в экспедициях по сбору фольклора в ряде районов Азербайджана.
Эртогрул Джавид пробовал себя также в драматургии и поэзии. Он перевёл на ноты более 200 народных песен, записал дастаны и сказания со слов азербайджанских ашугов, и на их основе создал ряд своих произведений.
Первое крупное произведение Джавида — «Девять вариаций» для фортепиано, посвящённое Гаджибекову. Помимо этого Эртогрул Джавид сочинил поэму для скрипки и фортепиано (1941), ряд романсов и песен на газель Низами Гянджеви «Любимая пришла», на стихотворение Нигяр Рафибейли «Эшг олсун», Таира Расизаде «Сянинля олайдым», туркменского поэта Мамедвели Камине «Прославление Лейлы» и пр. С началом Великой Отечественной войны написал симфоническую балладу «Письмо с фронта» и ряд маршов, 3 прелюдии, сонатину, две детские миниатюры, «Нахичеванские пейзажи» (посвящение матери), «Батабатские плато», «Ашыгсаягы», «Яллы», «Охотники», «Бизим баг» и «Лунная мелодия» (музыка Р. Шафаг), «Птицы» (слова Аббаса Саххата) и многие другие. Незаконченными остались такие его произведения как симфоническая поэма «Клятва Бабека», несколько камерно-инструментальных произведений, оперы «Шейх Санан» и «Мехсети». Опера «Мехсети» Эртогрула Джавида, создаваемая им по мотивам поэмы Нигяр Рафибейли, посвященной Мехсети, могла бы стать первым драматическим произведением на азербайджанской сцене, посвящённым Мехсети Гянджеви. Так, профессор Рафаэль Гусейнов пишет:
…Ещё накануне Второй мировой войны Эртогрул Джавид приступил к работе над оперой по мотивам поэмы Нигяр Рафибейли, посвященной Мехсети. Среди оставшихся от Эртогрула рукописей нам попались отдельные фрагменты оперы и незавершенная нотная запись арии Мехсети. Если бы не безжалостная смерть, то наряду с множеством прекрасных образцов искусства Эртогрул, наверное, закончил бы работу над оперой «Мехсети». Увы, не суждено.
Особое место в писательской деятельности Джавида занимает пьеса «Судьба эгоиста». Присутствуют также эскизы неоконченных пьес. Им написаны заметки и записи в дневниках: «Есть ли эхо тишины?», «Неудачная ночь», «Сентиментальные отрывки», «Пой, соловей, пой», «Это ты», «Один эпизод», «Туберкулёзная девушка», «Когда умер первенец у молодой матери», «Тёмная аллея», «Джиман», состоящий из 4 частей (Пролог, Друзья, Любовь, Эпилог). В студенческие годы Эртогрул Джавид написал множество научных работ, связанных с деятельностью мировых корифеев и известными произведениями классической музыки и литературы, среди которых была работа над Гамлетом.
Как художник он написал такие картины, как портреты отца и матери, портрет Аббаса Мирзы Шарифзаде в роли шейха Санана, портреты Шекспира и Бетховена, а также грузинской киноактрисы Н. Вачнадзе, картины «Плачущий ребёнок», «Боец Верден», «Цветы», исторические картины, а также натюрморты и карикатуры.
В 1942 году Эртогрул Джавид был призван в РККА. Но поскольку он считался сыном «врага народа» (отец Эртогрула Гусейн Джавид был репрессирован в 1937 году), то был отправлен в тыл, в рабочий батальон, где прокладывал железную дорогу. Будучи со слабой физической подготовкой, Эртогрул не был приспособлен к тяжелому труду и через некоторое время заболел туберкулёзом, с которым всеми силами пытался бороться. Однако, 14 ноября 1943 года, в возрасте 24 лет Эртогрул Джавид скончался в городе Нахичевань, родном городе своего отца. Через 53 года после кончины, в 1996 году останки Эртогрула Джавида по распоряжению президента Азербайджана Гейдара Алиева были перезахоронены в мавзолее Гусейна Джавида в Нахичевани.

## Память
В 1981 году была показана первая телевизионная передача, посвящённая памяти Эртогрула Джавида. В ходе передачи, которую вёл народный писатель Анар, своими воспоминаниями об Эртогруле Джавиде поделились его преподаватель в Педагогическом университете академик Мамед Джафар Джафаров, композитор, народный артист Азербайджана Джахангир Джахангиров, сестра Эртогрула Туран Джавид и одноклассник Атаулла Касумов. Также были исполнены образцы из его произведений в исполнении пианистов Рауфа Касумов, Розы Ширфиной, народной артистки Хураман Касимовой и скрипачки Зульфии Ягубовой.
27 мая 1993 года в Баку состоялась церемония открытия памятника Гусейну Джавиду, в рамках которого был исполнен впервые прозвучавший в этот день «Марш патриотов», написанный сыном поэта Эртогрулом Джавидом.
В октябре 2009 года в Нахичевани, в доме-музее Гусейна Джавида, а затем и в Бакинской музыкальной академии состоялись вечера памяти Эртогрула Джавида под названием «Неоконченные ноты», приуроченные к 90-летию рождения композитора.
В ноябре 2011 года в Нахчыванском государственном университете состоялась презентация многотомника «Нематериальные культурные памятники Азербайджана и Эртогрул Джавид», рассказывающая о деятельности Эртогрула Джавида как поэта, литературоведа, фольклориста, композитора, художника. Председателем редакционной коллегии являлся президент Национальной академии наук Азербайджана академик Махмуд Керимов, руководителем проекта — директор Дома-музея Гусейна Джавида, доктор филологических наук Гюльбениз Бабаханлы.